# Nemečky
Nemečky (in ungherese Nemecske) è un comune della Slovacchia facente parte del distretto di Topoľčany, nella regione di Nitra.